# Motorola RAZR
Motorola RAZR（モトローラ レーザー）は、モトローラの薄型携帯電話のモデルシリーズである。一般的には、「RAZR（レーザー）」、「MOTORAZR（モトレーザー）」と呼ばれている。最初のモデルV3は、2003年10月に、米国で発売されたが、超薄型携帯電話として大ヒットし、その後の携帯電話の薄型化競争に嚆矢をつけた製品でもある。V3モデルだけでも、累計1億台以上の販売実績がある。特にアメリカにおいては、2008年7～9月期にiPhone 3Gに抜かれるまで、3年間にわたり販売台数1位を保ち続けた。このようにRAZR V3のヒットが長く続いたが、モトローラは2007年以降低価格化したRAZRに代わる製品を開発できなかったため、極度の業績不振に陥り大幅な赤字を記録するようになった。

## 2Gモデル

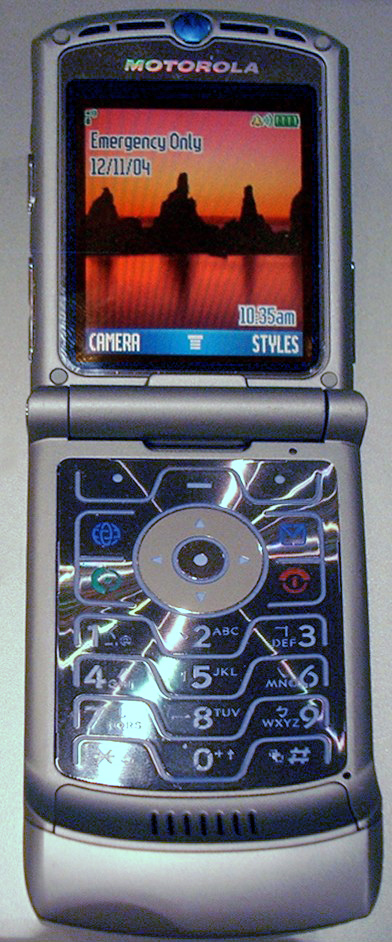
V3

### V3
2004年発売。米国家電協会による賞（Innovations Awards）を受賞している製品。クワッドバンドGSM機。ビデオ再生機能や、MP3形式のファイルを着信音に利用できる。画面解像度は176x220ピクセル。Bluetooth機能とデジタルカメラ機能も搭載。当初、シンギュラー・ワイヤレスからの独占販売で、需要に供給が追い付かず、プレミア価格が付く程の人気であった。

### V3i
2005年発売。V3の後継機でクワッドバンドGSM機。有効画素数123万画素で動画も撮影できるデジタルカメラ機能。microSD対応。画面解像度は176x220ピクセル。
(PRODUCT)REDモデルも存在する。
同社製の「MOTOROKR E1」と同じくAppleのiTunesと連携でき、iTunes Storeで購入した音楽を楽しむ事が出来る。ただし、メモリカードの容量に関係なく、転送できる曲数にリミットがあり、100曲までとなっている。また、音楽プレーヤーとしてはiTunesの他にMotorola Digital Audio Playerも搭載していて、こちらには曲数の制限がない。
- RAZR V3i DG - 2005年12月発売。ファッションブランドのドルチェ&ガッバーナ（D&G）と提携して作られた機種。 機能はRAZR V3i と同じだが、色がゴールドである事が特徴である。ドルチェ&ガッバーナの直営店で、1000台限定で販売された。価格は1000ドル。

## CDMA2000モデル

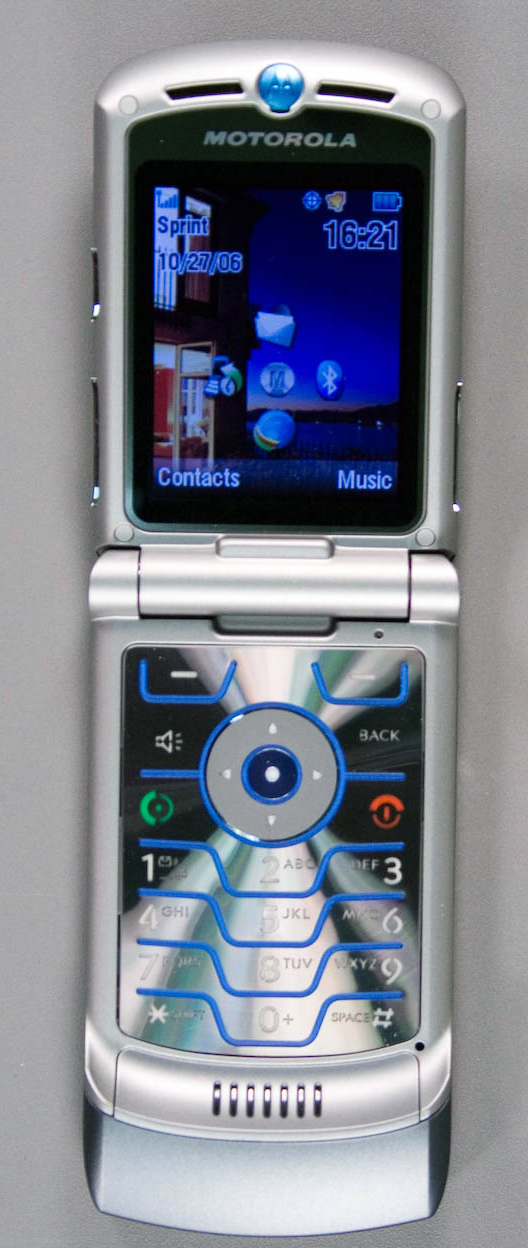
V3m

### V3c
2005年発売。EV-DO  Rev.0に対応した機種。有効画素数130万画素のデジタルカメラ機能搭載。画面解像度は176x220ピクセル。

### V3m
2006年発売。EV-DO  Rev.0 に対応した機種。microSDカード対応。音楽データーを携帯電話回線を利用して、端末に直接ダウンロードできる。Bluetooth対応。デジタルカメラ機能は、有効画素数130万画素。画面解像度は176x220ピクセル。(PRODUCT)REDモデルも存在する。

## W-CDMAモデル

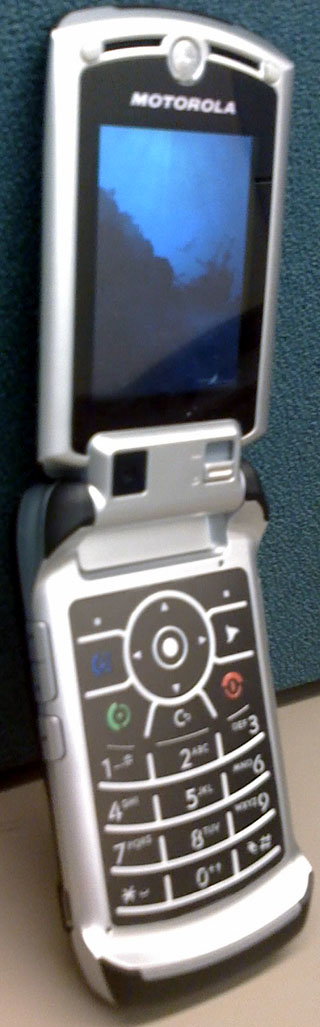
V3x

### V3x
2005年発売。W-CDMAとGSMに対応した機種。microSDカード対応。デジタルカメラ機能は、メインが接写機能付き200万画素、サブが35万画素。ほかのRAZRより高機能な分デザインが若干異なり、分厚い。画面は従来の176x220からQVGA液晶になった。後述にあるようにM702iGの原型である。

### V3xx
2006年発売。HSDPAに対応した機種。microSDカード対応。カメラの形状が若干変わり、テレビ電話用のサブカメラも付いた。メインは130万画素。QVGA液晶搭載。HSDPAに対応していることからmaxx V3とも言う。薄いボディーの中に沢山の機能を詰め込むため、GSMはトライバンド、W-CDMAはデュアルバンドまたはシングルバンドとなっていて出荷地域によって対応周波数が異なる。
北アメリカ向けは、GSMが850MHz/1800MHz/1900MHz、W-CDMAは850MHz/1900MHz。
ヨーロッパ、アジア向けには、GSMが900MHz/1800MHz/1900MHz、W-CDMAは2100MHz。
こちらはM702iSの原型である。

### maxx V6

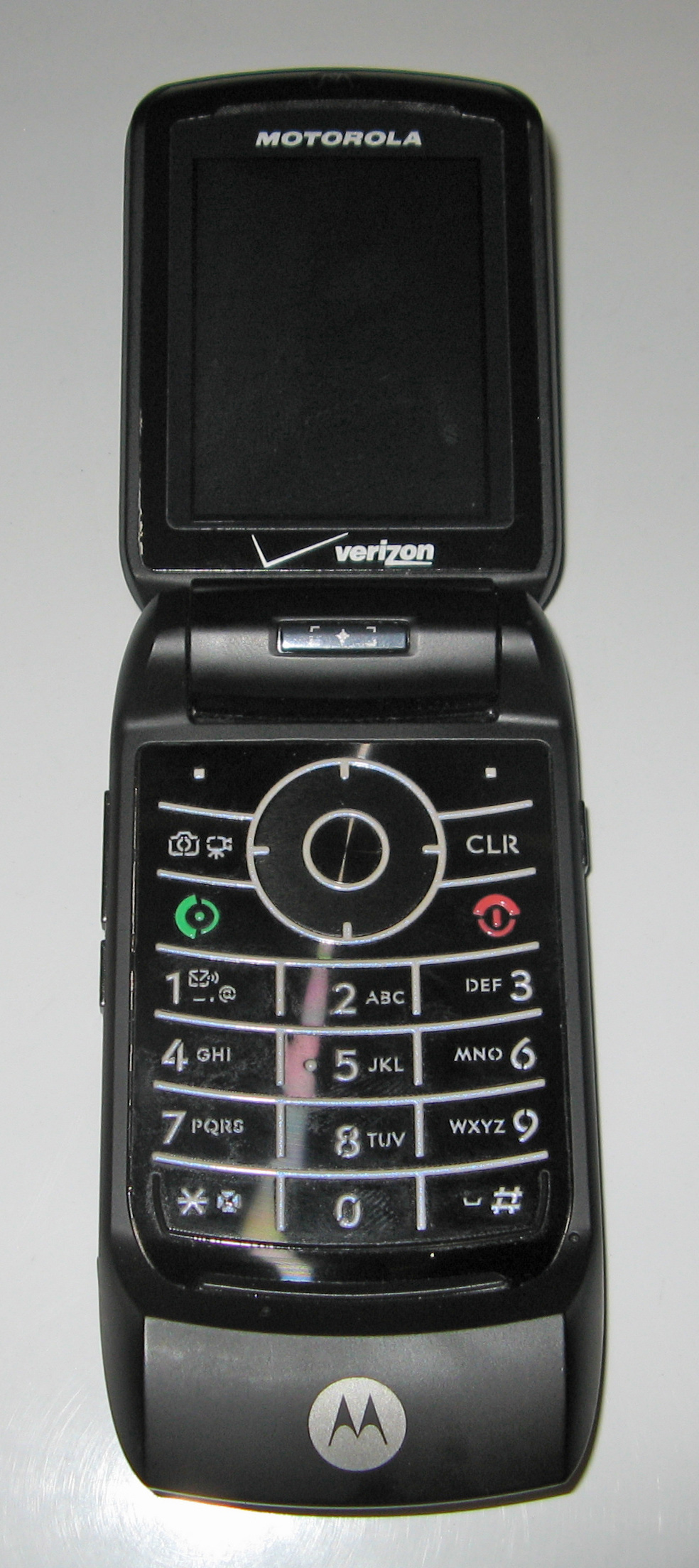
maxx Ve

HSDPA対応。デザインが異なりプラスチックになった。サブディスプレイの下に音楽操作用のタッチセンサーを追加。QVGA液晶搭載。Bluetooth搭載。

#### maxx Ve
米Verizon Wireless向け。ボディはmaxx V6とほぼ同じだがサブカメラがない。その代わりにメインカメラはオートフォーカスに対応している。また、こちらはCDMA2000 1xEV-DOに対応している。

## 日本で使用可能な製品

### M702iS
NTTドコモのFOMA対応携帯電話。2006年12月発売。RAZR V3xx を、NTTドコモの独自仕様に作り直した製品。愛称は「MOTORAZR FOMA M702iS」。国際ローミングサービスに対応しており、W-CDMA方式が利用できる地域で使用できる。赤外線を追加。メインとして130万画素、サブとして10万画素のデジタルカメラ機能を搭載。microSD対応。色は、シルバーとピンクと黒と金色と(PRODUCT)REDの5色。なお金色のモデルは、ファッションブランドのドルチェ&ガッバーナと提携して作られた機種で、販売は同ブランド店かNTTドコモのサイト上での限定販売。REDはプロダクトレッドとのコラボレーションモデルで、端末価格の1000円をモトローラが月々の使用料の1%をNTTドコモが世界基金に寄付する。

### M702iG
NTTドコモのFOMA対応携帯電話。2006年12月発売。RAZR V3x を、NTTドコモの独自仕様に作り直した製品で、W-CDMAおよびGSM、GPRSに対応している。Bluetooth搭載。メインとして200万画素、サブとして10万画素のデジタルカメラ機能を搭載。色は、紫と白の2色。M702iSと違い「MOTORAZR」の愛称は使っていない。

### Motorola RAZR IS12M
au（KDDI・沖縄セルラー電話）向けAndroidスマートフォンで、2012年3月発売。ベライゾン・ワイヤレス向け機種Droid RAZRのau向け日本仕様機種でAndroid 2.3が搭載されている。ただしベライゾン・ワイヤレス向けで搭載されているLTEは搭載されていない。

### RAZR M 201M
ソフトバンクモバイル向けのAndroidスマートフォンで、2012年10月発売。Droid Razr Mの日本仕様機種で、おサイフケータイ、AXGPに対応している。

## 年表
- 2004年 - RAZR V3 発売
- 2005年 - RAZR V3c、RAZR V3i、RAZR V3x 発売
- 2005年12月 - RAZR V3i DG 発売
- 2006年 - RAZR V3m、RAZR V3xx 発売
- 2006年12月14日 - M702iS 発売
- 2006年12月22日 - M702iG 発売。
- 2007年3月1日 - M702iS D&G モデルの予約受付け開始
- 2007年4月 - M702iS D&G モデルのネット販売開始
- 2007年4月27日 - MOTORAZR (M702iS) PRODUCT(RED)販売開始

## 写真集

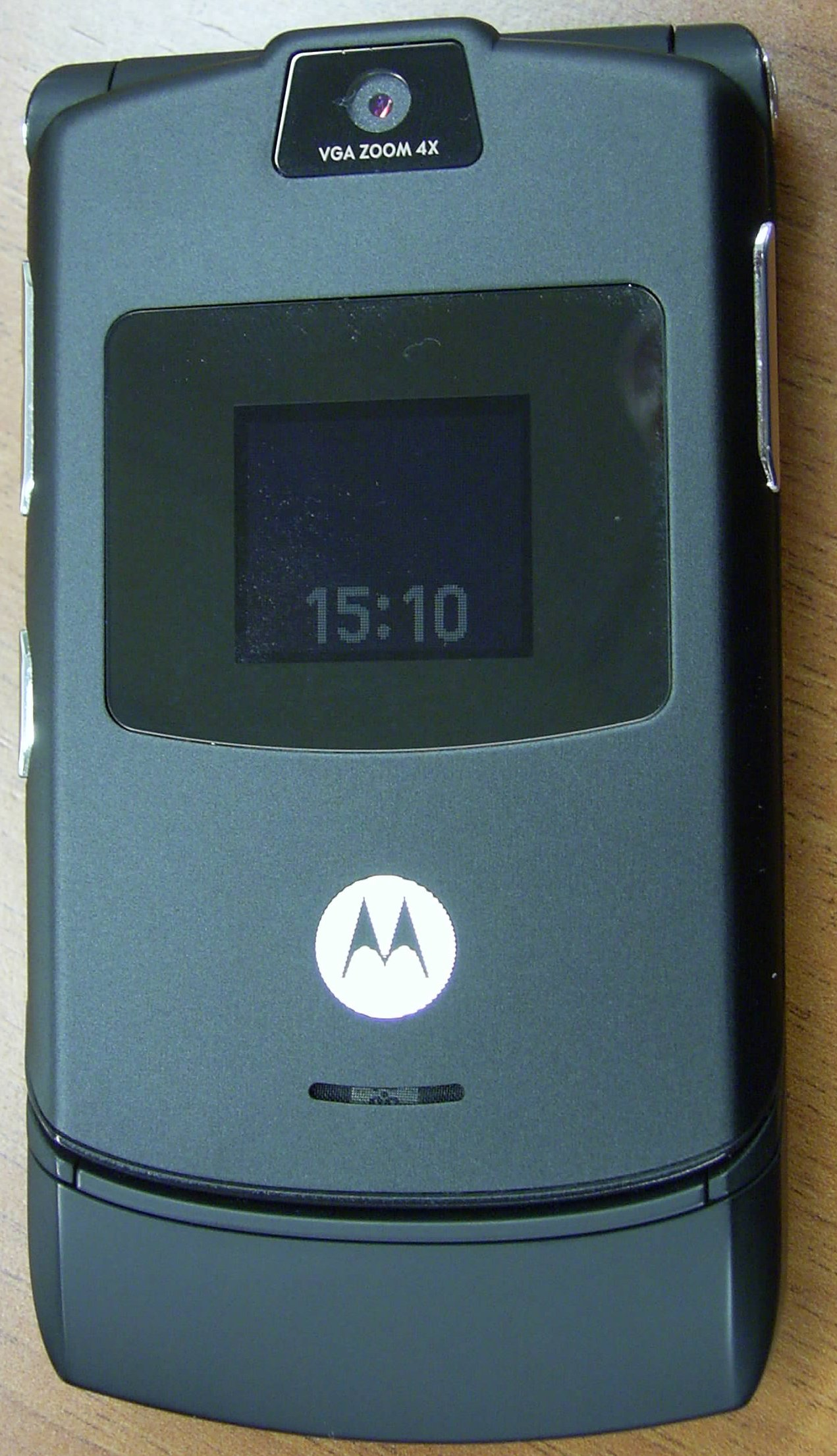
Motorola RAZR V3
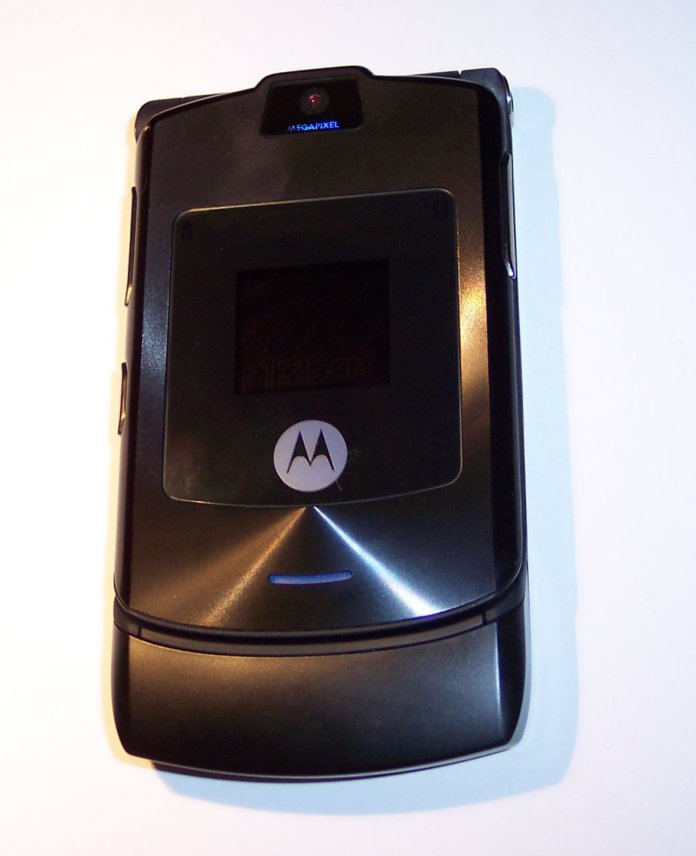
Motorola RAZR V3
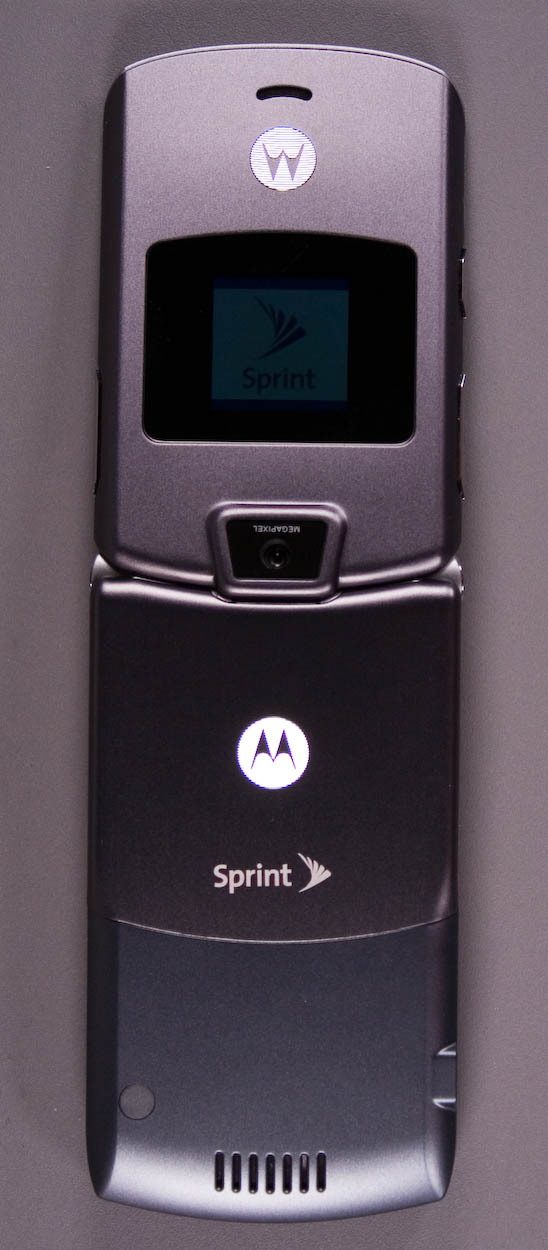
Motorola RAZR V3m
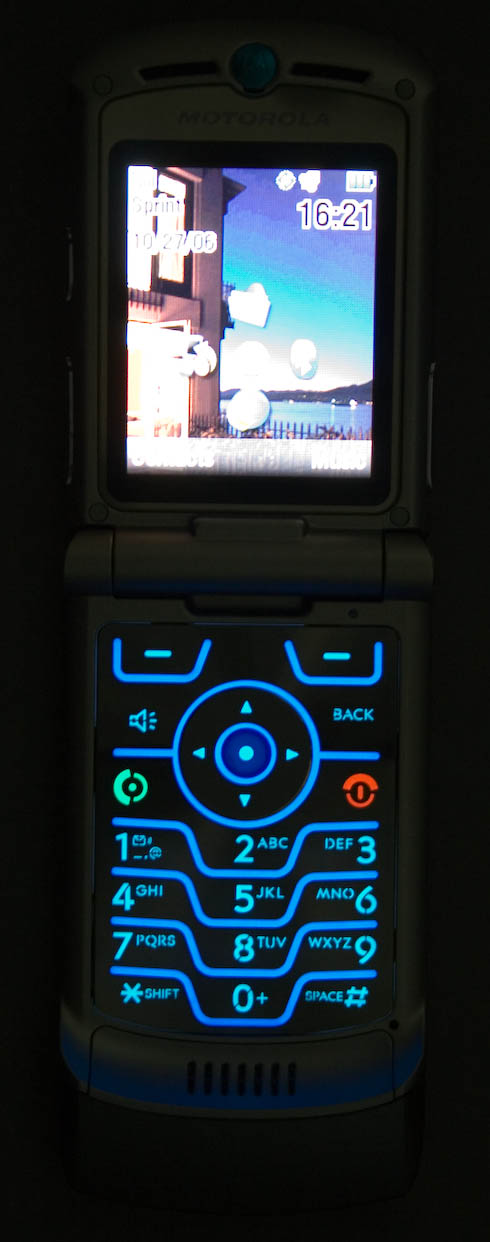
Motorola RAZR V3m
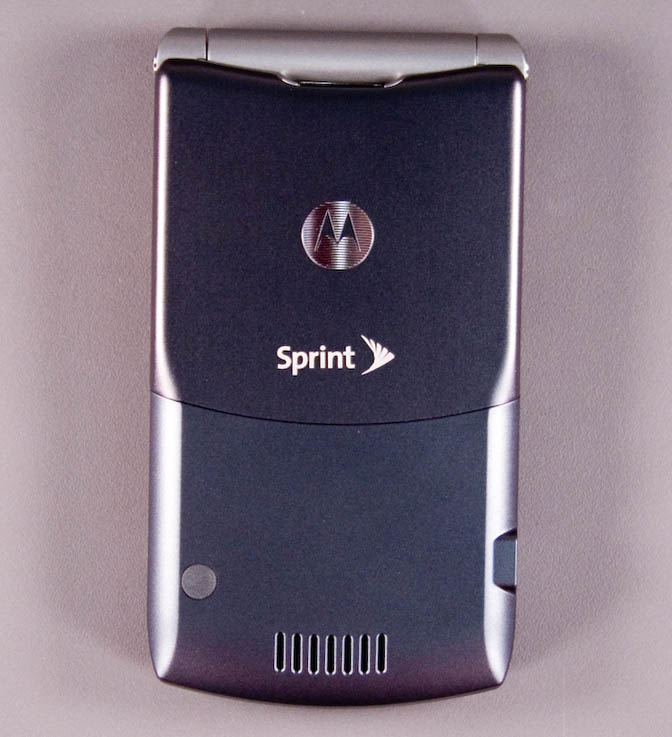
Motorola RAZR V3m
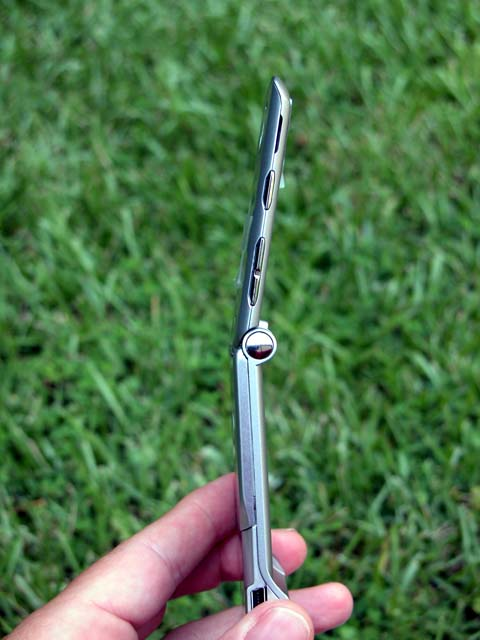
側面
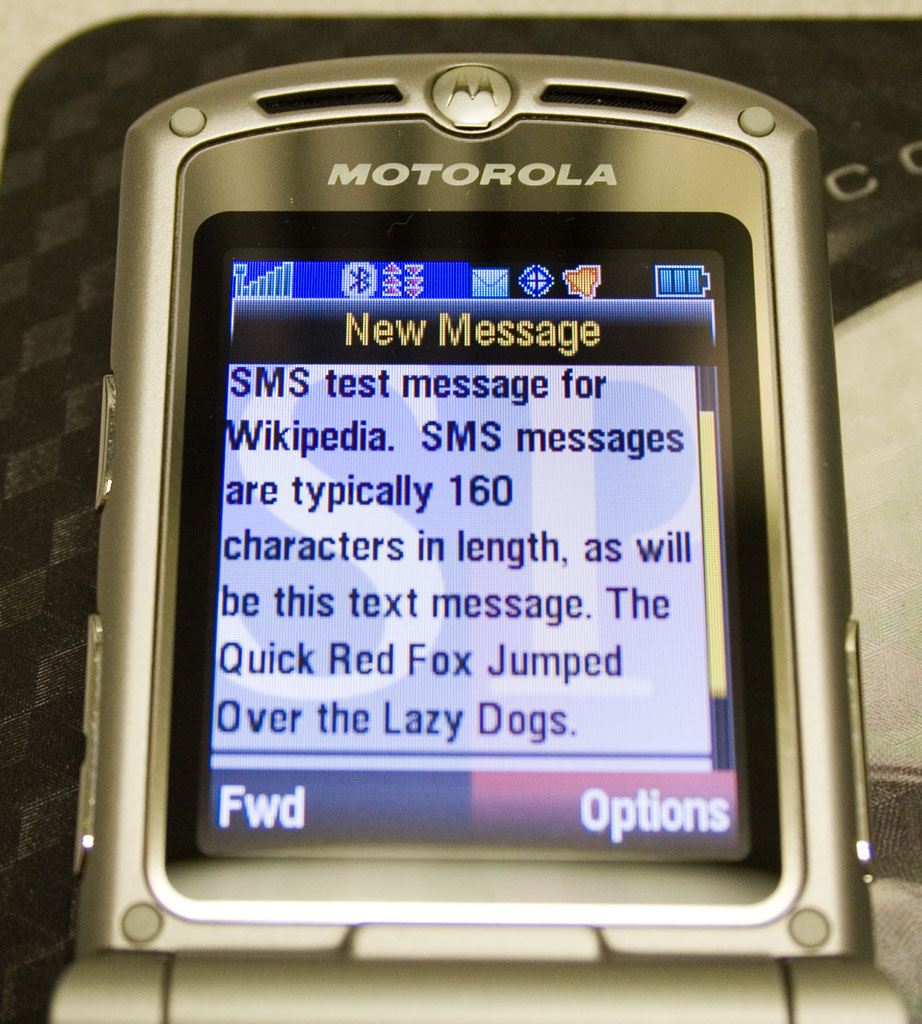
SMS画面
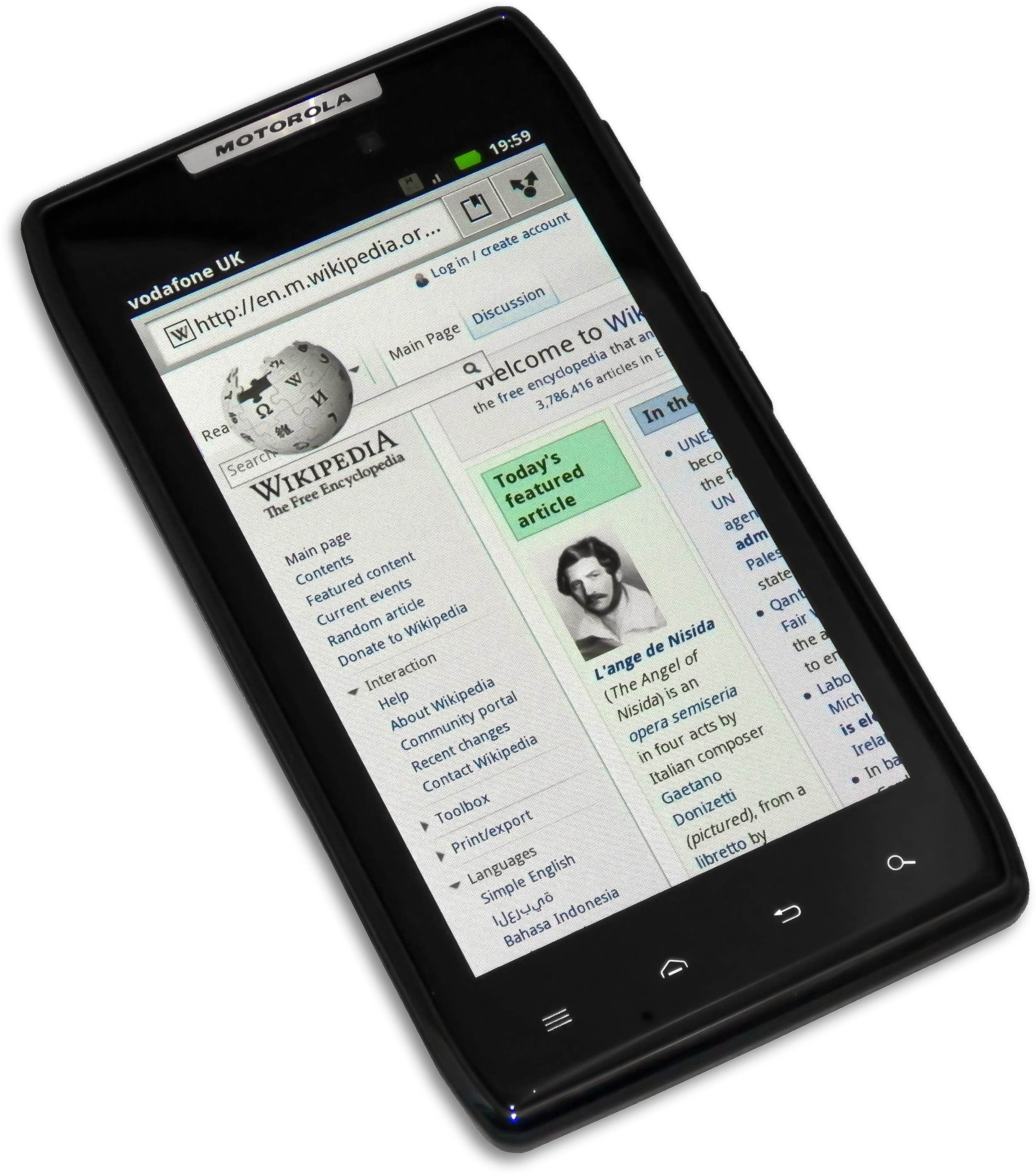
Droid RAZR（日本向けではIS12Mとして発売される）

## RAZR²

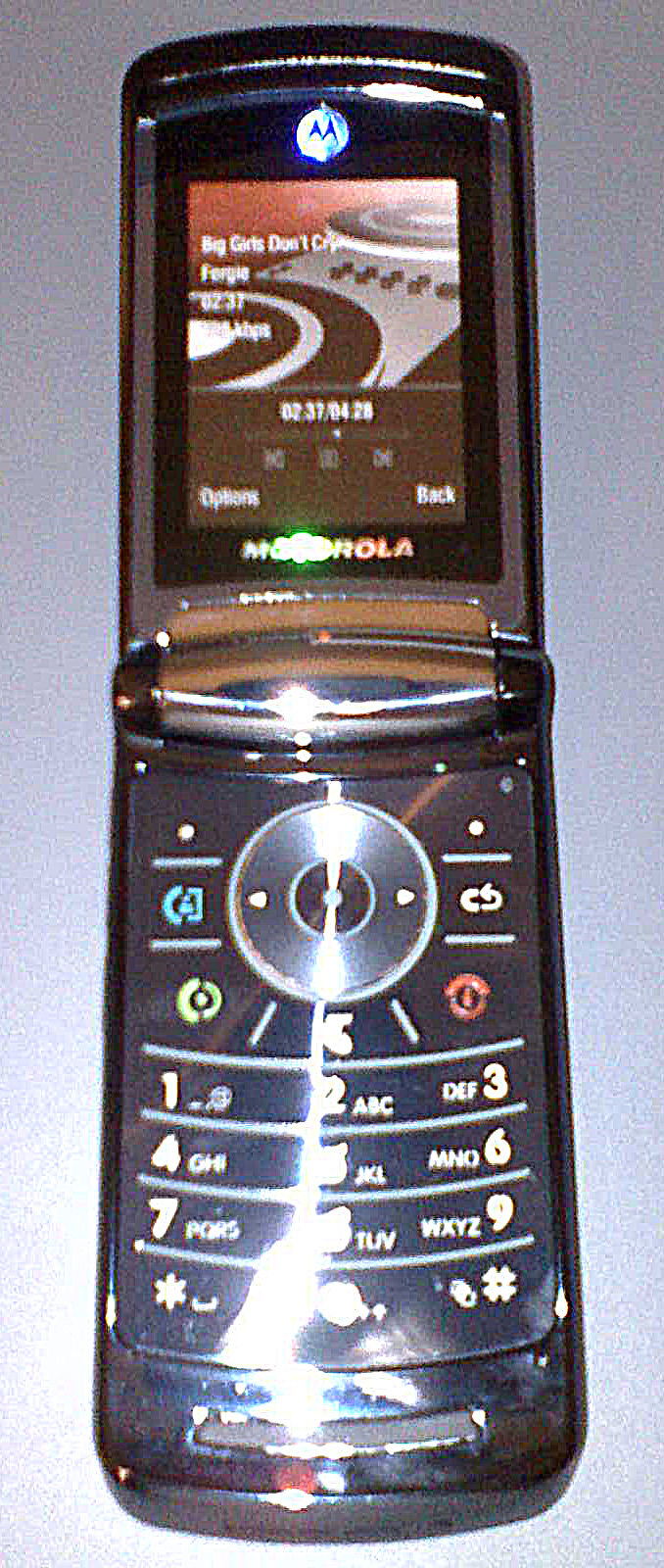
V9

RAZR²はRAZRの後継機種である。サブディスプレイにタッチパネルの2.0インチの大画面液晶を搭載、2GBの大容量内蔵メモリ、フルブラウザ(Opera)搭載、microSDHCカードへの対応。
RAZR² V8
2007年7月発売
GSM (850/900/1800/1900MHz) EDGE対応。
MontaVista Linux OSを搭載したMOTOMAGXという新しいプラットフォームの採用。
RAZR² V9m
2007年6月発売
CDMA2000 (2000800/1900MHz) EV-DO対応
RAZR² V9
2007年9月発売
GSM (850/900/1800/1900MHz) EDGE対応
W-CDMA (850/1900MHz) HSDPA対応
- 対応周波数は地域によって異なる場合がある。